# 1206
Il 1206 (MCCVI in numeri romani) è un anno  del XIII secolo.

## Eventi
- Temujin diventa Gran Khan delle tribù mongole assumendo il nome di Gengis Kahn.
- Qutb al-Din viene incoronato sovrano di Delhi, e diventa capostipite e fondatore dell'apposito Sultanato.

## Nati
- 19 marzo - Güyük, condottiero mongolo († 1248)
- 7 aprile - Ottone II di Baviera, duca († 1253)
- 29 novembre - Béla IV d'Ungheria, sovrano ungherese († 1270)
- Filofteia di Arges, religiosa bulgara († 1218)
- Pinamonte dei Bonacolsi, politico italiano († 1293)
- Teodorico de' Borgognoni, medico e vescovo cattolico italiano († 1298)
- Corrado di Turingia, nobile tedesco († 1240)
- Godan Khan, condottiero mongolo († 1251)
- Il-yeon, monaco buddhista, scrittore e storico coreano († 1289)
- Beatrice di Savoia, nobile († 1266)
- Yaghmurasan ibn Zayyan, sultano berbero († 1283)

## Morti
- 14 gennaio - Simone II di Lorena, duca francese (n. 1140)
- 23 marzo - Giordano dei conti di Ceccano, cardinale italiano
- 5 aprile - Ottaviano Poli dei conti di Segni, cardinale e vescovo cattolico italiano
- 7 aprile - Federico I di Lorena, nobile
- 16 aprile - Kujō Yoshitsune, poeta giapponese (n. 1169)
- 4 giugno - Adèle di Champagne, nobildonna
- 4 giugno - Ako di Salaspils, militare lettone
- 30 luglio - Guy Paré, cardinale e arcivescovo cattolico francese
- Al-Jazari, matematico, inventore e ingegnere meccanico arabo (n. 1136)
- Kokochu, religioso mongolo
- Arduino di Valperga, vescovo cattolico italiano
- Artaldo di Belley, vescovo francese (n. 1101)
- Giovanni X di Costantinopoli, arcivescovo ortodosso bizantino
- Elia D'Altavilla, nobile italiano (n. 1125)
- Harald Maddadsson, conte
- Muhammad di Ghur (n. 1160)
- Pietro I di Arborea, sovrano
- Sigfrido III di Weimar-Orlamünde, nobile tedesco
- Leone Vetrano, ammiraglio italiano

## Calendario
| Calendario 1206 | Calendario 1206 | Calendario 1206 | Calendario 1206 | Calendario 1206 | Calendario 1206 | Calendario 1206 | Calendario 1206 | Calendario 1206 | Calendario 1206 | Calendario 1206 | Calendario 1206 | Calendario 1206 | Calendario 1206 | Calendario 1206 | Calendario 1206 | Calendario 1206 | Calendario 1206 | Calendario 1206 | Calendario 1206 | Calendario 1206 | Calendario 1206 | Calendario 1206 | Calendario 1206 | Calendario 1206 | Calendario 1206 | Calendario 1206 | Calendario 1206 | Calendario 1206 | Calendario 1206 | Calendario 1206 | Calendario 1206 | Calendario 1206 |
| --------------- | --------------- | --------------- | --------------- | --------------- | --------------- | --------------- | --------------- | --------------- | --------------- | --------------- | --------------- | --------------- | --------------- | --------------- | --------------- | --------------- | --------------- | --------------- | --------------- | --------------- | --------------- | --------------- | --------------- | --------------- | --------------- | --------------- | --------------- | --------------- | --------------- | --------------- | --------------- | --------------- |
|                 | 1               | 2               | 3               | 4               | 5               | 6               | 7               | 8               | 9               | 10              | 11              | 12              | 13              | 14              | 15              | 16              | 17              | 18              | 19              | 20              | 21              | 22              | 23              | 24              | 25              | 26              | 27              | 28              | 29              | 30              | 31              |                 |
| Gennaio         | Do              | Lu              | Ma              | Me              | Gi              | Ve              | Sa              | Do              | Lu              | Ma              | Me              | Gi              | Ve              | Sa              | Do              | Lu              | Ma              | Me              | Gi              | Ve              | Sa              | Do              | Lu              | Ma              | Me              | Gi              | Ve              | Sa              | Do              | Lu              | Ma              |                 |
| Febbraio        | Me              | Gi              | Ve              | Sa              | Do              | Lu              | Ma              | Me              | Gi              | Ve              | Sa              | Do              | Lu              | Ma              | Me              | Gi              | Ve              | Sa              | Do              | Lu              | Ma              | Me              | Gi              | Ve              | Sa              | Do              | Lu              | Ma              |                 |                 |                 |                 |
| Marzo           | Me              | Gi              | Ve              | Sa              | Do              | Lu              | Ma              | Me              | Gi              | Ve              | Sa              | Do              | Lu              | Ma              | Me              | Gi              | Ve              | Sa              | Do              | Lu              | Ma              | Me              | Gi              | Ve              | Sa              | Do              | Lu              | Ma              | Me              | Gi              | Ve              |                 |
| Aprile          | Sa              | Do              | Lu              | Ma              | Me              | Gi              | Ve              | Sa              | Do              | Lu              | Ma              | Me              | Gi              | Ve              | Sa              | Do              | Lu              | Ma              | Me              | Gi              | Ve              | Sa              | Do              | Lu              | Ma              | Me              | Gi              | Ve              | Sa              | Do              |                 |                 |
| Maggio          | Lu              | Ma              | Me              | Gi              | Ve              | Sa              | Do              | Lu              | Ma              | Me              | Gi              | Ve              | Sa              | Do              | Lu              | Ma              | Me              | Gi              | Ve              | Sa              | Do              | Lu              | Ma              | Me              | Gi              | Ve              | Sa              | Do              | Lu              | Ma              | Me              |                 |
| Giugno          | Gi              | Ve              | Sa              | Do              | Lu              | Ma              | Me              | Gi              | Ve              | Sa              | Do              | Lu              | Ma              | Me              | Gi              | Ve              | Sa              | Do              | Lu              | Ma              | Me              | Gi              | Ve              | Sa              | Do              | Lu              | Ma              | Me              | Gi              | Ve              |                 |                 |
| Luglio          | Sa              | Do              | Lu              | Ma              | Me              | Gi              | Ve              | Sa              | Do              | Lu              | Ma              | Me              | Gi              | Ve              | Sa              | Do              | Lu              | Ma              | Me              | Gi              | Ve              | Sa              | Do              | Lu              | Ma              | Me              | Gi              | Ve              | Sa              | Do              | Lu              |                 |
| Agosto          | Ma              | Me              | Gi              | Ve              | Sa              | Do              | Lu              | Ma              | Me              | Gi              | Ve              | Sa              | Do              | Lu              | Ma              | Me              | Gi              | Ve              | Sa              | Do              | Lu              | Ma              | Me              | Gi              | Ve              | Sa              | Do              | Lu              | Ma              | Me              | Gi              |                 |
| Settembre       | Ve              | Sa              | Do              | Lu              | Ma              | Me              | Gi              | Ve              | Sa              | Do              | Lu              | Ma              | Me              | Gi              | Ve              | Sa              | Do              | Lu              | Ma              | Me              | Gi              | Ve              | Sa              | Do              | Lu              | Ma              | Me              | Gi              | Ve              | Sa              |                 |                 |
| Ottobre         | Do              | Lu              | Ma              | Me              | Gi              | Ve              | Sa              | Do              | Lu              | Ma              | Me              | Gi              | Ve              | Sa              | Do              | Lu              | Ma              | Me              | Gi              | Ve              | Sa              | Do              | Lu              | Ma              | Me              | Gi              | Ve              | Sa              | Do              | Lu              | Ma              |                 |
| Novembre        | Me              | Gi              | Ve              | Sa              | Do              | Lu              | Ma              | Me              | Gi              | Ve              | Sa              | Do              | Lu              | Ma              | Me              | Gi              | Ve              | Sa              | Do              | Lu              | Ma              | Me              | Gi              | Ve              | Sa              | Do              | Lu              | Ma              | Me              | Gi              |                 |                 |
| Dicembre        | Ve              | Sa              | Do              | Lu              | Ma              | Me              | Gi              | Ve              | Sa              | Do              | Lu              | Ma              | Me              | Gi              | Ve              | Sa              | Do              | Lu              | Ma              | Me              | Gi              | Ve              | Sa              | Do              | Lu              | Ma              | Me              | Gi              | Ve              | Sa              | Do              |                 |